# 米歇劳
上弗兰肯地区米歇劳，通称米歇劳，是德国巴伐利亚州的一个市镇。总面积19.36平方公里，总人口6505人，其中男性3212人，女性3293人（2011年12月31日），人口密度336人/平方公里。